# Логуновка
Логуновка — деревня в Русско-Полянском районе Омской области России. Входит в состав Сибирского сельского поселения.

## География
Деревня находится юго-восточной части Омской области, в степной зоне, в пределах Ишимской равнины, на расстоянии примерно 37 километров (по прямой) к востоку-северо-востоку (ENE) от посёлка городского типа Русская Поляна, административного центра района. Абсолютная высота — 106 метров над уровнем моря.

### Часовой пояс
Деревня Логуновка, как и вся Омская область, находится в часовой зоне МСК+3. Смещение применяемого времени относительно UTC составляет +6:00.

## Население
| 2010 |
| ---- |
| 144  |

Половой состав
По данным Всероссийской переписи населения 2010 года в гендерной структуре населения мужчины составляли 47,2 %, женщины — соответственно 52,8 %.
Национальный состав
Согласно результатам переписи 2002 года, в национальной структуре населения русские составляли 49 % из 250 чел., казахи — 26 %

## Улицы
Уличная сеть деревни состоит из четырёх улиц.